# Posídip (epigramàtic)
Posídip (en llatí Poseidippus o Posidippus, en grec Ποσείδιππος, Ποσίδιππος) va ser un poeta epigramàtic grec conegut amb el malnom ὁ ἐπιγραμματογράφος.
Va viure a la meitat del segle III aC, però és diferent de Posídip d'Atenes, poeta còmic del mateix nom, que va viure a la mateixa època, ja que Zenó i Cleantes, contemporanis d'aquest últim, són mencionats en un dels seus epigrames. Un altre epigrama parla del temple que Ptolemeu II Filadelf va fer construir per la seva esposa i germana Arsínoe II. El mencionen Ateneu de Naucratis, Esteve de Bizanci i altres. Alguns dels seus epigrames figuren a la Garlanda de Meleagre que sembla que el fa nadiu de Sicília. 22 epigrames són a l'Antologia grega, encara que alguns poden ser atribuïts a Cal·límac de Cirene i a Asclepíades de Samos. Un dels seus epigrames, dedicat a l'estàtua de l'Oportunitat de Lísip, va ser imitat per Ausoni.
Podria ser el mateix personatge que un historiador amb el mateix nom que va escriure una obra sobre la història de Cnidos on consta que hi havia diversos detalls sobre l'Afrodita de Cnidos de Praxíteles, ja que Joan Tzetes reprodueix un epigrama d'aquest últim fet que fa pensar en la coincidència de persones.
Ateneu n'esmenta les obres Αἰθιοπία i  ̓Ασωπία, que segurament eren poemes èpics.